# بن اشنایدرمن
بن اشنایدرمن (انگلیسی: Ben Shneiderman؛ زادهٔ ۲۱ اوت ۱۹۴۷) دانشمند رایانه آمریکایی، استاد برجسته دانشگاه در گروه علوم رایانه دانشگاه مریلند و مدیر مؤسس (۱۹۸۳-۲۰۰۰) آزمایشگاه تعامل انسان و رایانه دانشگاه مریلند بوده است. او تحقیقات اساسی در زمینه تعامل انسان و رایانه انجام داد، ایده‌ها، روش‌ها و ابزارهای جدیدی مانند رابط دستکاری مستقیم و هشت قانون طراحی خود را توسعه داد.

## سنین جوانی و تحصیل
اشنایدرمن در نیویورک متولد شد، در دبیرستان علوم برانکس تحصیل کرد و در سال ۱۹۶۸ مدرک کارشناسی ریاضی و فیزیک را از کالج شهری نیویورک دریافت کرد. سپس به تحصیل در دانشگاه ایالتی نیویورک در استونی بروک ادامه داد و در سال ۱۹۷۲ مدرک کارشناسی ارشد خود را در رشته علوم رایانه دریافت کرد و در سال ۱۹۷۳ با مدرک پی‌اچ‌دی فارغ‌التحصیل شد.

## حرفه
اشنایدرمن کار آکادمیک خود را در دانشگاه ایالتی نیویورک در فارمینگدیل در سال ۱۹۶۸ به عنوان مدرس در بخش پردازش داده‌ها آغاز کرد. در آخرین سال قبل از فارغ‌التحصیلی، او مدرس بخش علوم رایانه دانشگاه استونی بروک (که در آن زمان دانشگاه ایالتی نیویورک در استونی بروک نامیده می‌شد) بود.